# De Norman d'Audenhove

Wapen van het geslacht De Norman

De Norman d'Audenhove (ook: De Norman, De Norman et d'Audenhove, von Norman und von Audenhove, von Norman und von Audenhove-Elvenich en: Küenburg) is een van oorsprong Frans/Vlaams geslacht waarvan leden sinds 1816 tot de Nederlandse en de Belgische adel behoren.

## Geschiedenis
De stamreeks begint met Guillaume de Norman, een zoon van François en grootvader van Guillaume, heer van Oxelaere († 1517).
Bij besluit van 12 oktober 1630 werd een achterkleinzoon van de laatste, Jacques († 1661), schepen van Gent, door koning Filips IV van Spanje tot ridder verheven. 
In 1754 werd door keizerin Maria Theresia Charles-Emmanuel de Norman, een betachterkleinzoon van de laatste verheven tot baron d'Audenhove, een titel gekoppeld aan de heerlijkheid Oudenhove-Sint-Maria. Een zoon van de laatste, Joseph Justin, werd in 1787 door keizer Jozef II verheven tot graaf, overdraagbaar bij eerstgeboorte.

## Joseph Justin Florent de Norman d'Audenhove
Joseph de Norman d'Audenhove (Gent, 17 oktober 1755 - 21 april 1826), hierboven vermeld, was de zoon van Charles-Emmanuel de Norman en van Polyxène de Croix, afstammende van de graven van Clerfayt. Charles-Emmanuel was baron van Audenhove, heer van Oxelaer, Walle, Kerrebroeck, Michelbeke en Lilaere, kamerheer van de keizer van Oostenrijk, lid van de keizerlijke Raad van State. Zoon Joseph werd onder het ancien régime schepen van de Keure in Gent en eveneens kamerheer van de keizer. In 1787 trouwde hij met Marie-Thérèse de Coninck (1764-1818), dochter van ridder Ferdinand de Coninck, heer van Mariakerke. Het huwelijk bleef kinderloos.
Bij KB van 14 april 1816, ten tijde van het Verenigd Koninkrijk der Nederlanden, werd Joseph benoemd in de Ridderschap van Oost-Vlaanderen, met verlening van de titels graaf de Norman en baron d'Audenhove, overdraagbaar bij eerstgeboorte. Hij werd ook lid van de Provinciale Staten van Oost-Vlaanderen.

## Auguste Joseph Marie de Norman d'Audenhove
Auguste de Norman (Gent, 5 mei 1765 - Den Haag, 19 maart 1839), broer van Joseph-Justin, trouwde in 1791 met Anne Powis de Westmalle (1770-1863), met vijf kinderen.
In 1826, na de dood van zijn broer, erfde hij in april 1827 de titel van graaf. Door deze bevestiging kan vastgesteld worden dat hij ook al erkend was in de erfelijke adel en de titel baron had. 
Onder het ancien régime was hij kamerheer van de keizer en na 1815 was hij kamerheer van Willem I der Nederlanden en voorzitter van de Rekenkamer. Na 1830 koos hij voor het Nederlandse staatsburgerschap
Zijn oudste zoon, Louis von Norman und von Audenhoven (1801-1885) koos voor de Oostenrijkse adel en werd de stamvader van een uitgebreide afstamming, tot heden.

## Jules Jacques Emmanuel Dieudonné de Norman d'Audenhove
Jules de Norman et d'Audenhove (Wenen, 6 december 1811 - Diepenbeek, 6 januari 1897) was de jongste zoon van Auguste de Norman. Hij trouwde met Anne-Marie Haaken (1809-1871) en hertrouwde met Maria Muler (1856-1928). Uit de twee huwelijken had hij acht kinderen, van wie vijf zoons die voor afstammelingen zorgden, van wie twee met afstammelingen tot heden.